# Robert Kahn
Robert Elliot Kahn (Nueva York, 23 de diciembre de 1938) es un informático estadounidense. Es considerado el padre de Internet, junto a Vinton Cerf (n. 1943), con quién inventó el protocolo TCP/IP (protocolo de control de transmisión/protocolo de internet), tecnología fundamental usada para transmitir la información en la internet.

## Inicios de su carrera
Kahn, estadounidense de origen judío, nacido en Nueva York, recibió su título de ingeniero en el City College de Nueva York en 1960, y su máster y doctorado por la Universidad de Princeton en 1962 y 1964 respectivamente. Trabajó en los Laboratorios Bell, y como profesor de Ingeniería Eléctrica en el MIT. Durante una excedencia del MIT, se unió a la empresa Bolt Beranek and Newman (BBN), donde fue responsable del diseño general de ARPANET, la primera red de conmutación de paquetes.
En 1972 se trasladó a DARPA, y en octubre de ese año, exhibió ARPANET conectando 40 computadoras en la International Computer Communication Conference, mostrando el sistema al público por primera vez. Después ascendió a director de la Oficina de Técnicas de Procesamiento de la Información de DARPA (IPTO, por sus siglas en inglés), inició el ambicioso Programa Estratégico de Computación del gobierno de los Estados Unidos, el mayor proyecto de investigación y desarrollo jamás emprendido por la administración federal.

## Internet
Elaborando un proyecto de comunicaciones por satélite, se le ocurrieron las ideas iniciales de lo que después se llamaría Transmission Control Protocol (TCP), cuyo propósito era reemplazar otro protocolo de red existente, NCP, usado en ARPANET. Trabajando en esto, tuvo un papel decisivo al establecer los fundamentos de las redes de arquitectura abierta, que permitirían características:
- Pequeñas subsecciones de la red serían capaces de hablar entre sí mediante un computador especializado que simplemente reenvía paquetes (inicialmente llamado gateway, hoy en día conocido como router).
- Ninguna porción de la red podría constituir un punto de ruptura (de forma que toda la red dependiese de su correcto funcionamiento), ni sería capaz de tomar control sobre toda la red.
- Cada trozo de información enviado a través de la red recibiría un número de secuencia, para asegurar que fuese procesado en el orden adecuado a su llegada al destino. Este número sería también usado para detectar la pérdida de información en tránsito.
- Un computador que envíe información a otro debería saber si esta ha sido recibida cuando el destinatario devuelva un paquete especial, conocido como acknowledgement (confirmación, acuse de recibo), para cada trozo de información enviado.
- Si la información enviada se perdiera, sería retransmitida una vez se haya superado el debido tiempo de espera.
- Cada trozo de información enviado a través de la red iría acompañado de un checksum, calculado por el emisor original, y comprobado por el receptor, para asegurar la ausencia de daños durante el transporte.

Vinton Cerf se incorporó al proyecto en la primavera de 1973, y juntos terminaron una versión inicial de TCP. Después se separaría en dos capas, con las funciones más básicas desplazadas al Internet Protocol (IP). Las dos capas juntas son normalmente conocidas como TCP/IP, y son la base del Internet moderno.

## Carrera reciente
Tras trece años en DARPA, dejó la organización para fundar la Corporation for National Research Initiatives (CNRI) en 1986, y desde 2006 es director, CEO y presidente. CNRI es una organización sin ánimo de lucro dedicada a liderar y proveer fondos para investigación y desarrollo de la National Information Infrastructure.
Recibió el Premio SIGCOMM en 1993 por «sus visionarias contribuciones técnicas y su liderazgo en el desarrollo de las tecnologías de la información», y compartió en 2004 el Premio Turing con Vint Cerf, por «su trabajo seminal en redes de computadoras, incluyendo (...) los protocolos de comunicación básicos de Internet (...) y por su inspirado liderazgo en el campo».
Recibió la Medalla Presidencial de la Libertad el 9 de noviembre de 2005.